# La Vijanera

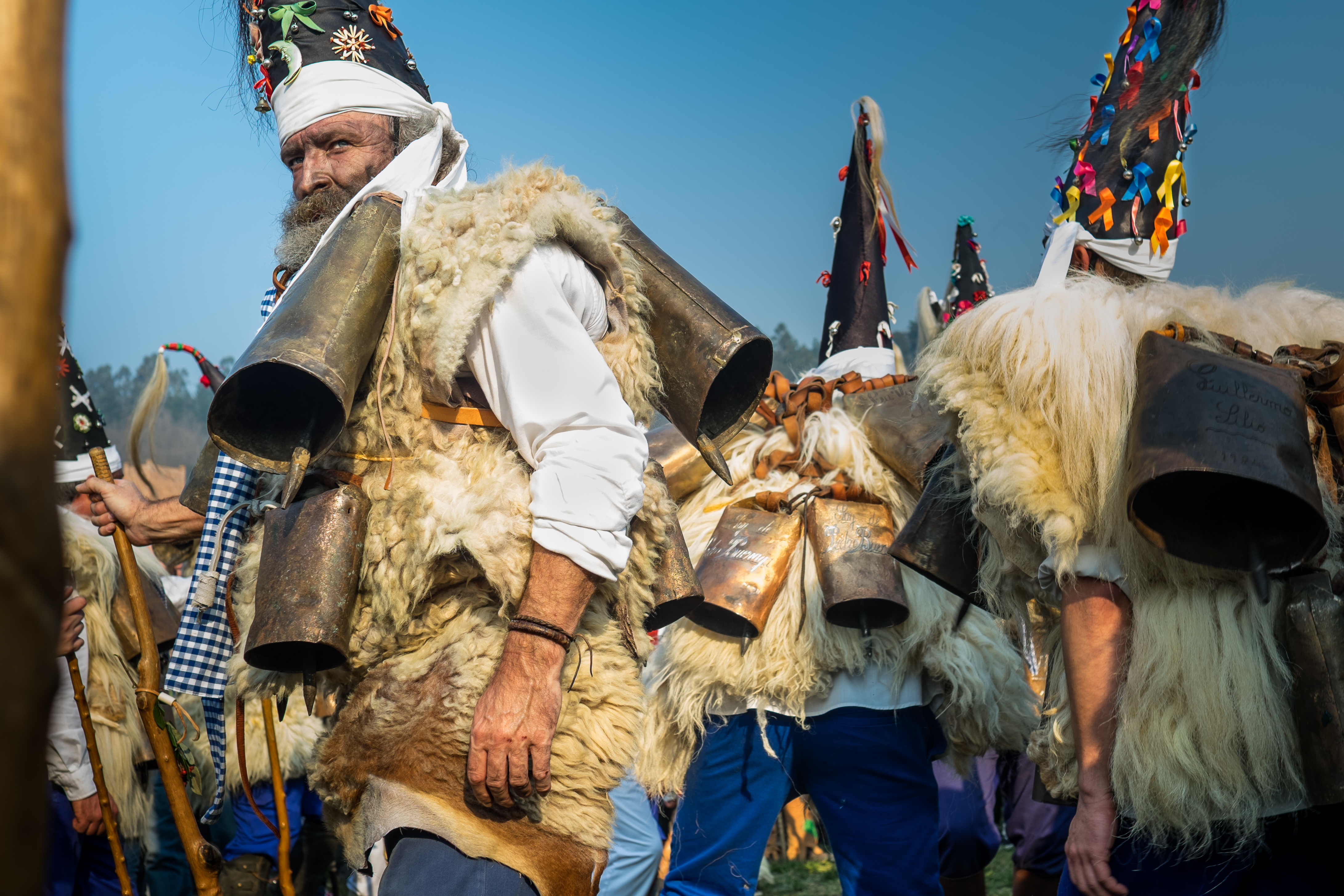
Los zarramacos, con sus campanos.

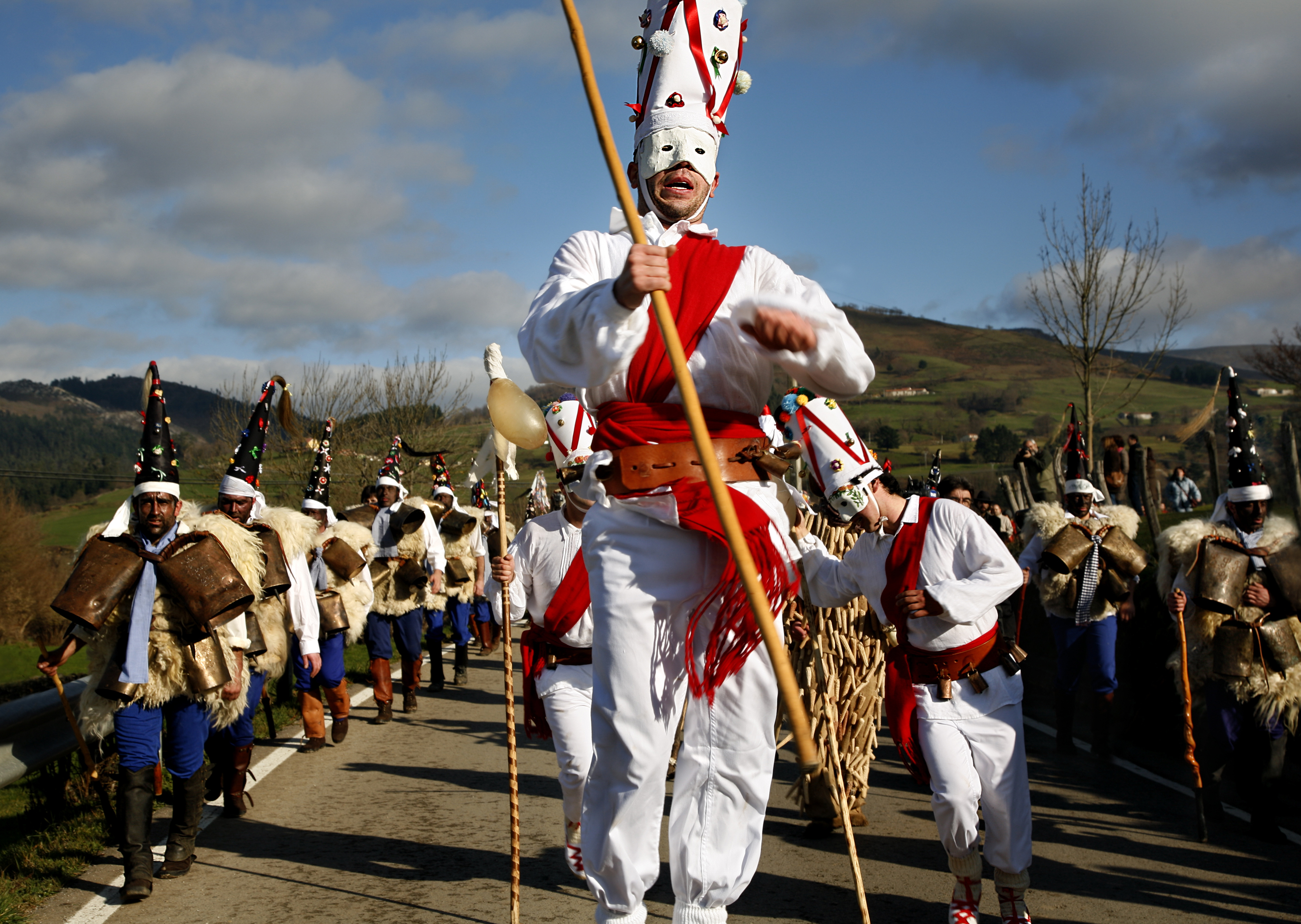
La mascarada de La Vijanera, de origen prerromano, es la muestra viva de la supervivencia de los cultos arcaicos a la naturaleza en Cantabria.

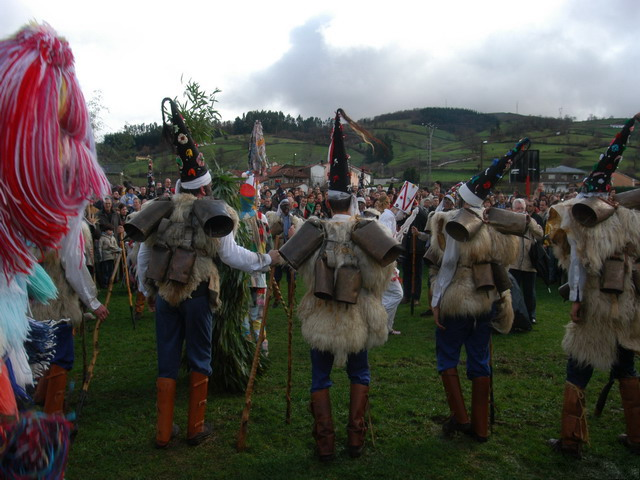
Los zarramacos, guerreros del bien, cantando las coplas.

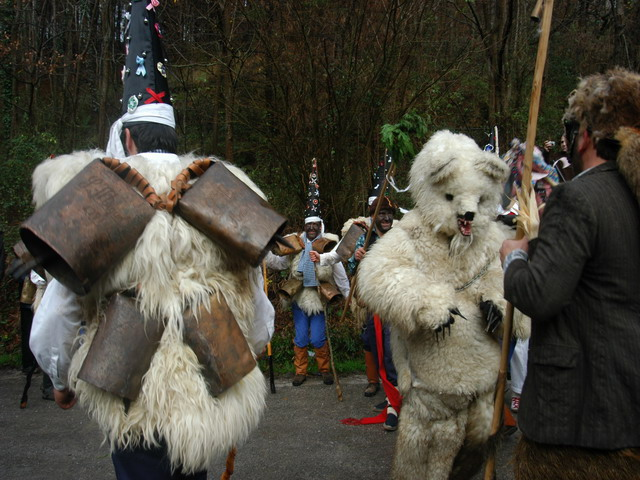
El oso de La Vijanera, encarnación del mal.

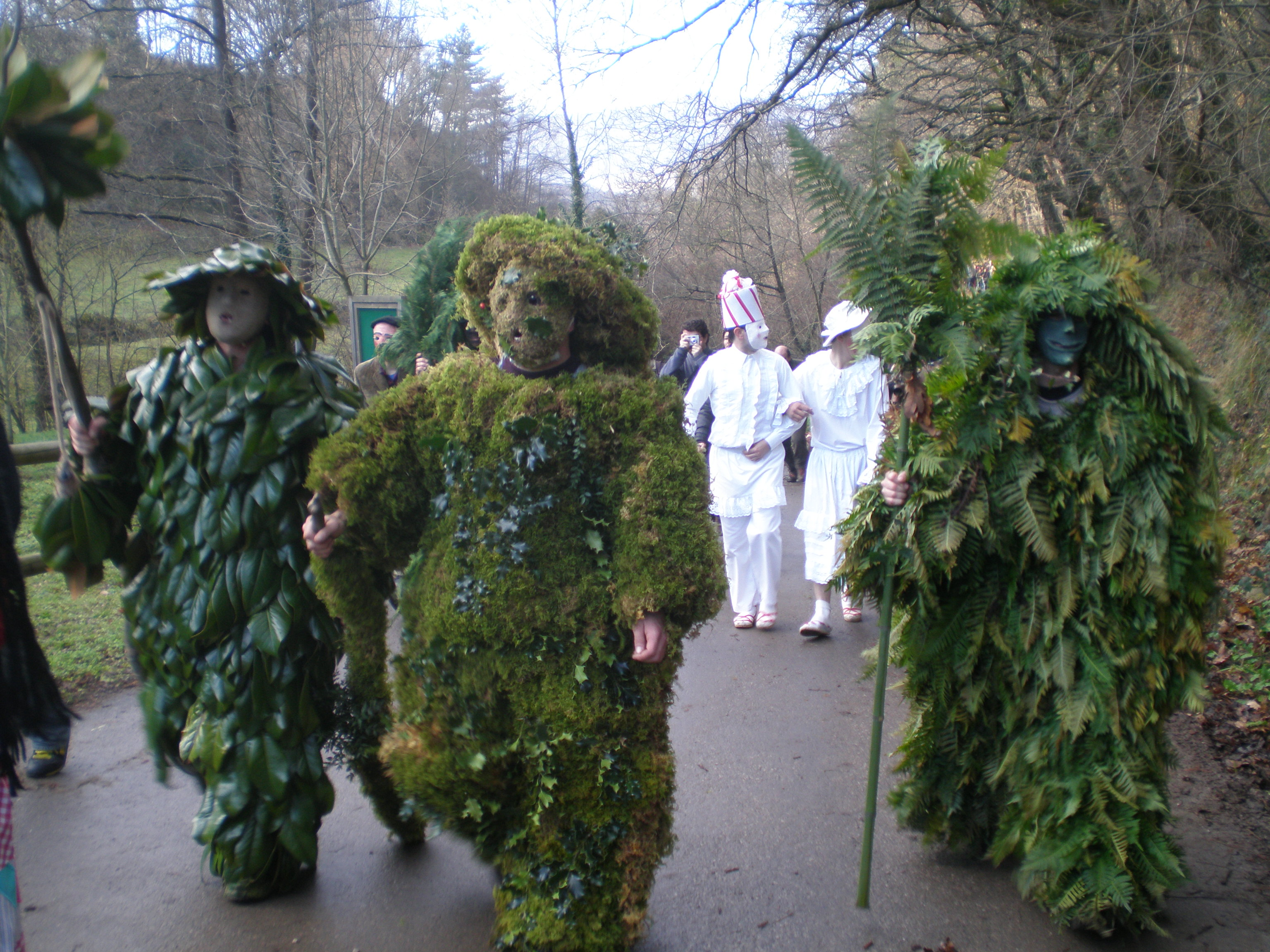
Los trapajones, entes de la naturaleza.

La Vijanera (a veces también llamada Viejanera, Vejanera, Bejanera o Vejenera) es una mascarada de invierno que se desarrolla en la localidad española de Silió que pertenece al municipio de Molledo y se sitúa en la parte sureste del Valle de Iguña, en Cantabria. La tradición se celebra siempre el primer domingo de cada año, pero en el caso de que esta fecha coincidiese con Año Nuevo, se traslada al domingo siguiente. Debido a su popularidad y tradición está declarada como Fiesta de Interés Turístico Nacional. Desde 2021 está declarada como bien de interés cultural etnográfico inmaterial.
En ningún caso se trata del primer carnaval o mascarada del año en Europa ya que hay cientos de tradiciones similares en todo el continente con las que comparte personajes, actos y simbolismos que salen el 1 de enero. La expresión carnaval nunca se usó en los valles de Cantabria en los que se celebraba la Vijanera.[cita requerida]

## Orígenes
La fecha de este rito en algunos puntos como Silió era siempre el 31 de diciembre, aunque en los pueblos cercanos se alargaba hasta mediados de enero. Su origen es incierto ya que comparte similitudes con mascaradas del resto de Europa en zonas escasamente romanizadas. De hecho en la península estas tradiciones se encuentran por lo general en zonas de montaña donde los cultos paganos relacionados con la naturaleza se mantuvieron más tiempo. Tiene rasgos que también aparecen en las calendas de enero romanas, que coincidían desde el 153 a. C. con el inicio del año y fueron adquiriendo cada vez más importancia durante época imperial. A esta se la llamaba ianuaria, pues estaban dedicadas al dios Jano (Kalendae Ianuariae), de donde procede al parecer el nombre de Vijanera (Dies Januaria > Dijanera > Vijanera).
Esta fiesta primitiva se ajusta mucho a lo que el folclore cántabro ha conservado, teniendo probablemente un origen pastoril. Jano, dios idealizado con dos caras, representaba la dualidad (el bien y el mal, lo viejo y lo nuevo, etc.), pero además era el dios protector de los rebaños.
En los países célticos las mascaradas, en las que los participantes se disfrazaban de diversas clases de animales, eran frecuentes y esto también sucedía en el norte de España, como queda reflejado en el celo en combatir esta práctica por parte San Paciano, obispo de Barcelona, en el siglo IV. A través de su obra perdida dedicada al paganismo Cervulus (o Cervus) denunciaba la mala costumbre de estos pueblos paganos de disfrazarse en figuras monstruosas de animales, las más ordinarias de ciervos, de cabras y de bueyes. Paciano se refería a la fiesta llamada Hennula Cervula, una especie de bacanal que se celebraba el día primero del año y que fue común a las ciudades más notables del Imperio romano.
La lucha de la Iglesia contra esta costumbre de los pueblos de la cordillera Cantábrica tenía toda su vigencia en el siglo VI. Por San Martín de Braga conocemos que en ese siglo una de las celebraciones paganas que aún persistían era la fiesta de las calendas, atribuyéndola un origen demonológico y llegando incluso a promover un cambio de calendario que retrasase el comienzo del año al día 25 de marzo.
Un siglo después San Isidoro de Sevilla insistiría en la misma idea de combatir tal celebración:

La Iglesia instituyó el ayuno de las Kalendas de enero (Kalendarum ianuariarum) a causa del error de la gentilidad. Pues Jano fue un príncipe de los paganos, del cual toma su nombre el mes de enero, que hombres inexpertos veneran como a un dios, lo que trasmitieron a sus generaciones con un sentido religioso, mientras que tal día lo consagraron a las representaciones y a la lujuria. Desde entonces, aquellos pobres hombres, y lo que es peor hasta los fieles, se disfrazan poniéndose caretas monstruosas y vestidos de fieras, mientras que otros, camuflados con ademanes femeninos, dan a su semblante masculino un aire de mujer. Algunos también profanan aún tal día por la fanática costumbre de la práctica de ciertos augurios, todo lo aturden con los pasos de los bailarines, con las patadas de los danzantes, y lo que es un delito más obsceno, a causa de la unión entre sí de los coros de ambos sexos, la turba falta de espíritu y enfurecida por el vino se promiscuye.
De ecclesisticis officiis I, XLI: Divi Isidori Hispalensis episcopi opera...

En el folclore de Cantabria se ha conservado la januaria del año nuevo con muchas de las características que debió tener en época pagana. Hasta principios del siglo XX se celebraba en los valles de Iguña, Anievas, Cieza, Cinco Villas, Luena y Toranzo, y que a juzgar por diversos indicios, debió estar mucho más extendida por Cantabria en épocas más antiguas.
El documento más antiguo que constata la celebración de Vijaneras corresponde a la Vijanera de Silió y data de 1849. En ella se pone de manifiesto como el concejo de Silió pagaba de manera regular todos los años una cántara de vino tinto a los de la "Viejanera" que salían el 31 de diciembre. Posteriormente en otra mención de 1862 ya se hace alusión a Vijanera, tal y como ha llegado hasta nuestros días, solamente interrumpida desde 1937 hasta 1981.[cita requerida] Julio Caro Baroja señala que es una «danza salvaje muy semejante a El Guirria, de Ponga».

## La fiesta
Originalmente La Vijanera se festejaba en los valles de Iguña, Anievas, Toranzo, Cieza, Luena y Cinco Villas, pero en la actualidad la única localidad de la región donde se lleva a cabo la Vijanera como tal es Silió. También encontramos mascaradas en Campoo, Liébana, Soba y Polaciones . Tiene lugar el primer domingo del año salvo que coincida con Año Nuevo, circunstancia que obliga a su traslado al día 8. 
Este rito de solsticio de invierno consiste en una mascarada colorista en la que participan alrededor de 75 personajes diferentes encarnados por más de 160 vecinos (todos varones): la madama, el mancebo, el marquesito, los trapajones o naturales, los traperos, el oso y su amo, el pasiego y la pasiega, el caballero, la Pepa o Pepona, el médico, la preñá, el húngaro y las gorilonas, el viejo y la Vieja, los danzarines blancos y negros, el caballero, las giraldas, las jilonas, la zorra, el zorrocloco, el ojáncanu, los guardias, los guapos, el afilador, la pitonisa, la bruja, el diablo... todos ellos vestidos de manera vistosa y con una función y un simbolismo propios.
La Vijanera se compone de multitud de capas encontrando trajes más arcaicos que conviven con otros como las profesiones que datan de comienzos del siglo XX. La tendencia a representar figuras femeninas en la mascarada es muy antigua, como se desprende por los textos del mencionado San Isidoro de Sevilla y del canon del IV Concilio de Toledo.
Sin embargo los verdaderos protagonistas de la fiesta son los zarramacos debido a la importancia de su papel. Estos últimos son personas vestidas con pieles de oveja y sombreros picudos además de llevar la cara pintada de negro que van ahuyentando los malos espíritus del año que comienza haciendo sonar los varios campanos que llevan atados al cuerpo. Danzando sin parar y produciendo un ruido atronador, su misión es la de expulsar a dichos espíritus del pueblo llegando hasta los límites del mismo.  Las figuras de animales constituyen principalmente el elemento tradición prerromana local.
En esta fiesta se representa el deseo de desterrar el año pasado y preparar el camino al entrante para que comience con ilusión y buenos augurios.
Actualmente existe un Centro de Interpretación de la festividad en la localidad de Silió, que muestra los trajes más representativos, máscaras, coplas y demás materiales propios de la mascarada. Ambas iniciativas han sido promovidas por la Asociación de Amigos de la Vijanera, responsable de la organización y recuperación de este evento tras su prohibición durante el franquismo. La citada asociación, encargada de la organización de la fiesta, trabaja en la candidatura de esta como patrimonio cultural inmaterial de la humanidad junto a otros grupos de mascaradas de España y Portugal.

## Personajes
La Vijanera es una representación en la que participan únicamente varones, cada uno con un disfraz único y un papel específico. La naturaleza es una protagonista indiscutible, tanto en la vestimenta de muchos de los personajes, elaborada con materiales naturales, como en las escenas de la celebración:
- Danzarines Blancos: abren la comitiva, visten de blanco con faja roja y cascabeles a la cintura que mueven al realizar sus saltos.

- Danzarines Negros: también llamado Zorromoco, lleva traje de saco cubierto de garabojos, durante el trayecto va danzando, siendo el encargado de tocar el cuerno y pedir guerra o paz. Existe otro danzarín negro que lleva campanos pequeños.

- Saquero: es el encargado de almacenar lo obtenido en la cuestación, lleva ropas viejas remendadas y saco al hombro, dirigiendo la parte delantera de la comitiva.

- Zarramacos: uno de los personajes más llamativos, cubre su cuerpo con pieles de oveja. En la cabeza, atado con un pañuelo, lleva un cucurucho negro lleno de cascabeles y rosetones y coronado con crin de caballo. Porta generalmente 8 campanos, cuatro adelante y cuatro atrás. Con su ruido y exhibición de fuerza espanta los malos espíritus.

- La Zorra: viste abrigo y sombrero de copa parcheados con remiendos coloridos. Su careta imita el hocico de un zorro. Al igual que el Oso se le identifica con lo maligno.

- El Zorrocloco: lleva el sombrero y el pecho cubierto con pieles, ligeramente tapado con una chaqueta vieja, viste medias y en ocasiones llevaba un cesto con huevos de gallina.

- Oso y amo: simboliza el mal, se zarandea cubierto con pieles de oveja, el amo intenta controlarlo llevando la cara ennegrecida al igual que los Zarramacos. Si la luna estaba llena, el animal volvía a su cubil soltando las almas de los difuntos y el invierno se prolongaba. Por el contrario si se trataba de luna nueva salía. Por eso los encargados de sacar al oso de su guarida (Amo y Zarramacos principalmente), llevan su rostro ennegrecido con el fin de que el animal perciba el exterior lo más oscuro posible y salga.

- Gorilona y Húngaro: las Gorilonas (grande y pequeña) hechas con piel de caballo, son conducidas por el Húngaro; el cual las somete y las hace bailar para regocijo del público.

- Viejo y Vieja: representan el paso del tiempo, llevando en algunas vijaneras un niño recién nacido a cuestas. Además contrasta en la vestimenta con los personajes blancos.

- Madama, Mancebo y Marquesito: también conocida como la novia, viste traje blanco adornado con flores y lazos, el novio lleva traje negro con chistera. El Marquesito es un niño vestido de general con sombrero napoleónico. Los Guapos visten completamente de blanco, destacando la multitud de puntillas y calidad de sus telas.

- La Pepa: se trata de un mozo con el rostro enmascarado cuyo rasgo principal es que simula cabalgar sobre una mujer vieja, porta palo del que cuelga una vejiga.

- Bruja y Zíngara: llevan caretas amenazadoras, la primera representa el mal, mientras que la segunda posee capacidades adivinatorias.

|                    |
| Danzarines blancos |

|            |
| Zamarracos |

|            |
| Zorrocloco |

|                |
| Danzarín negro |

|         |
| La Pepa |

|        |
| Gilona |

|          |
| La Bruja |

|                 |
| El Oso y el Amo |

- El Diablo: encarna los males y su principal misión es la de infundir temor.

- Preñá y marido: son junto con el médico y los enfermeros los encargados de escenificar el parto, la preñá dará a luz cada año un animal.

- Trapajeros: suelen estar confeccionados con tiras de trapos, llevan máscara y portan un palo cubierto de las mismas telas que embadurnan en los charcos salpicando a los asistentes.

- Trapajones: se incluyen aquí los trajes confeccionados con elementos naturales: musgo, hiedra, paja, helechos, berezo, maíz, alubias, hojas y cortezas de distintos árboles.

- Los Pasiegos: personaje característico de las Vijaneras de preguerra que parodia los usos y costumbres de las gentes en la vecina comarca del Pas. La Pasiega lleva un cuévano en el que guarda un muñeco, mientras que el Pasiego adorna sus pantalones hasta las rodillas con garabojos mientras salta por medio de un gran palo.

- Las Gilonas: son personajes vestidos con ropas viejas y caretas amenazadoras.

- El Caballero: es un personaje similar a la Pepa que simula un hombre a lomos de un caballo.

- La Giralda: se trata de un gigante con rostro amenazador que supera los cuatro metros de altura.

- El Ojáncanu: personaje proveniente de la mitología cántabra cuya representación intenta atemorizar al pueblo y cuya presencia se encuentra también documentada en las vijaneras antiguas.

- Diferentes profesiones representadas: Médico y enfermeros, Sacamuelas, Fotógrafo, Afilador, Basar, Guardias Civiles, todos ellos realizando distintas funciones sociales.

- Otros trajes: el Indiano, los Gitanos, además dependiendo del año se escenifican comedietas que parodian al poder establecido, sucesos más comentados.

|            |
| Trapajeros |

|            |
| Trapajones |

|            |
| Trapajeros |

|                       |
| Gorilona y el Húngaro |

|         |
| La Pepa |

|              |
| El Caballero |

|            |
| Trapajones |

|          |
| Ojáncanu |

## Actos principales
En primer lugar, los más jóvenes se inician en el rito a las 6 de la mañana con la salida a tocar los campanos, se recorre el pueblo anunciado que se trata de un día especial. A partir de ese momento, la gente comienza a llegar a los distintos puntos de encuentro. A media mañana, se produce la unión de la comitiva, la captura del Oso y la partida hacia el otro extremo del pueblo, límite con el barrio de Santián perteneciente a la junta de San Martín de Quevedo. Allí se pide guerra o paz. 
A continuación, se regresa a la campa junto a las escuelas donde se leen coplas que recogen lo acontecido desde el nivel más internacional al local. Posteriormente se produce el parto de la preñá que representa el nacimiento del nuevo año y una especia de augurio en función de lo complicado que sea dicho alumbramiento. 
Más tarde, en la plaza de la iglesia se da muerte al Oso comenzando a continuación el recorrido por los bares y tabernas del pueblo. La fiesta se mantiene mientras exista luz natural aunque puede alargarse hasta entrada la noche sucediéndose distintas representaciones y parodias. Salvo en los actos más importantes, no existe un recorrido establecido pudiendo los vijaneros variar su camino por todas las calles del pueblo.

## Parentescos con otras mascaradas
La fiesta se encuadra dentro de los ritos de invierno que se celebran anualmente en varias partes de Europa: existen cientos de manifestaciones similares en gran parte de la geografía europea. Entre ellos podemos destacar ritos muy similares como el Thaurer Muller (Tirol, Austria), los Caretos de Grijó de Parada (Braganza, Portugal) o los Mamuthones e Issohadores de Mamoiada (Cerdeña, Italia) entre muchos otros.
En España principalmente son las regiones del norte y oeste peninsular las que presentan mayor concentración de fiestas de este tipo: Huesca, Navarra, Burgos, León, Zamora, Asturias, Galicia, Ávila, Cáceres. Mascaradas similares como la de Harramachos de Navalacruz (Ávila), el Carnaval de Zalduendo de Álava (Álava), Sidros y Comedies de Valdesoto (Asturias), La Vaquilla de Fresnedillas de la Oliva (Madrid), Entroido Ribeirao de Santiago de Arriba (Lugo), etc.
En Cantabria, aparte de las Vijaneras que ya han desaparecido, se conservan Zamarrones en Polaciones, Lanchares, Los Carabeos o el Andruido de Piasca.